# Vordorf

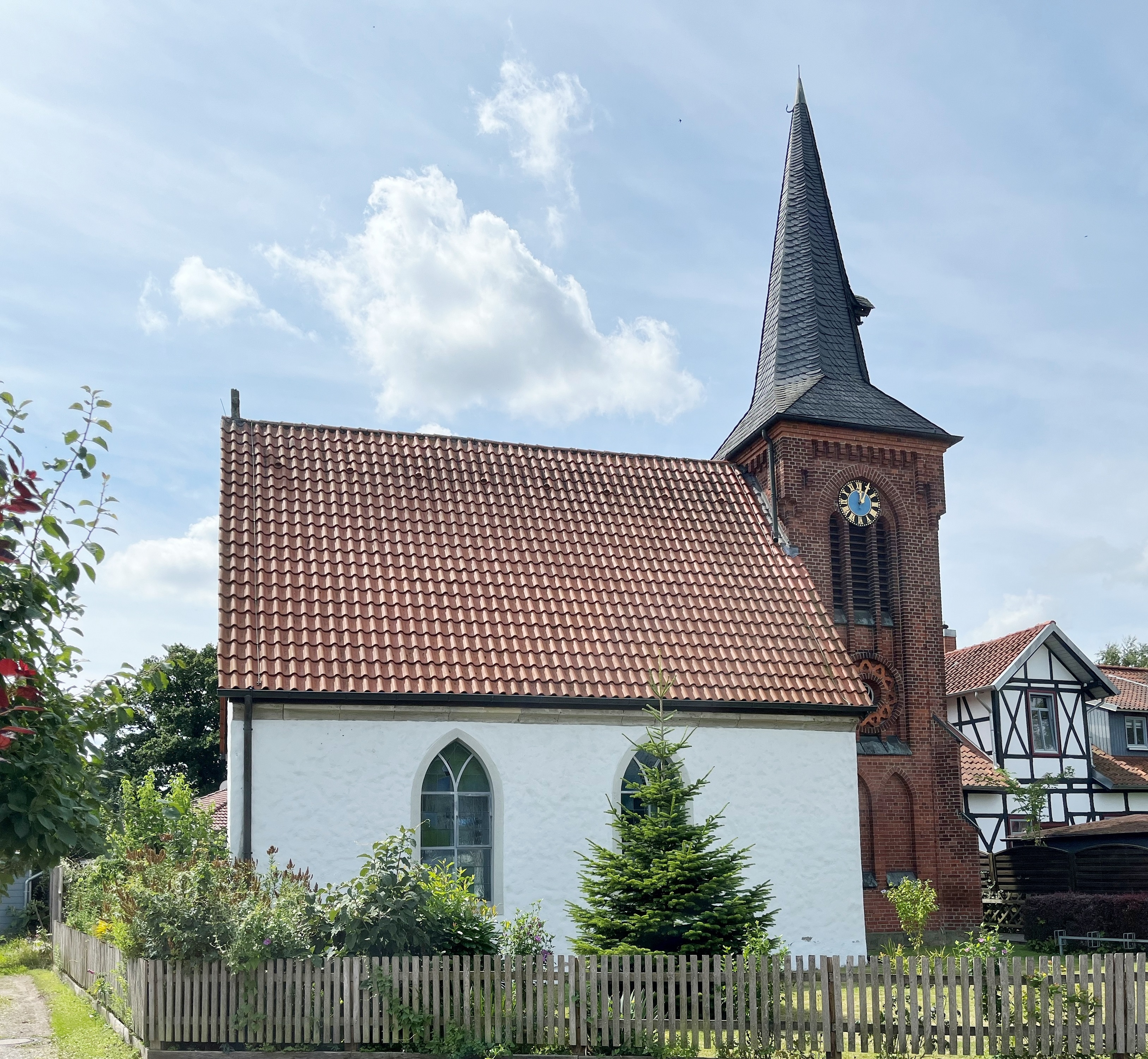
Kapelle in Vordorf

Vordorf ist eine Gemeinde im Landkreis Gifhorn (Niedersachsen). Sie ist Mitgliedsgemeinde der Samtgemeinde Papenteich.

## Geografie

### Topographie
Höchster Punkt ist eine 89 m ü. NHN hohe namenlose Erhebung im Südosten der Gemeinde.

### Gewässer
In der Gemarkung der Gemeinde Vordorf befinden sich die Quellen von zwei Bächen. Da die Gemeinde auf der Wasserscheide zwischen Aller und Oker/Schunter liegt, fließen die beiden Bäche in verschiedene Richtungen.
- Bickgraben: Der Bickgraben entspringt westlich von Vordorf, fließt durch die Gemeinde Schwülper nach Westen und mündet hier auch in die Oker.
- Vollbütteler Riede (auch: Mühlenriede, Mönchsgraben): Die Vollbütteler Riede entspringt nördlich von Rethen, fließt durch die Gemeinde Ribbesbüttel nach Norden und mündet schließlich in den Allerkanal.

### Gemeindegliederung
Zur Gemeinde Vordorf gehören die Ortsteile Eickhorst, Rethen und Vordorf.

### Nachbargemeinden
Die Gemeinde Vordorf grenzt im Süden an Braunschweig, weitere benachbarte Gemeinden sind Meine, Adenbüttel, Schwülper. Die Innenstädte Braunschweigs, Gifhorns und Wolfsburgs sind jeweils etwa zehn bis 15 km von Vordorf entfernt.

## Geschichte
Der Ort Vordorf wird 1022 erstmals urkundlich erwähnt.
1902 wurde ein Feuerwehrhaus erbaut.
Die erste Erwähnung eines Schuldienstes in Vordorf stammt aus dem Jahr 1669.

### Eingemeindungen
Am 1. März 1974 wurden die vormals eigenständigen Gemeinden Rethen und Eickhorst in die Gemeinde Vordorf eingegliedert.

### Bevölkerungsentwicklung
Am 30. Juni 2005 wohnten in der Gemeinde Vordorf 3326 Menschen, davon fast die Hälfte im Ort Vordorf. Die Bevölkerungsentwicklung in historischer Zeit ist für alle Orte getrennt belegt. Im Ort Vordorf entwickelten sich die Zahlen, wie folgt:

Einwohnerentwicklung des Ortes Vordorf der Gemeinde Vordorf von 1821 bis 2017 nach nebenstehender Tabelle

| Jahr | Einwohner |  | Jahr | Einwohner |
| ---- | --------- |  | ---- | --------- |
| 1821 | 238       |  | 1961 | 751       |
| 1871 | 298       |  | 1970 | 812       |
| 1912 | 463       |  | 1980 | 1066      |
| 1925 | 405       |  | 1990 | 1117      |
| 1933 | 475       |  | 2000 | 1571      |
| 1939 | 440       |  | 2013 | 1463      |
| 1950 | 815       |  | 2017 | 1513      |

## Sprache
In Vordorf wurde früher ostfälisches Papenteicher Platt als Alltagssprache sowie Hochdeutsch als Schul- und Kirchensprache gesprochen. Die zwei wichtigsten Verfasser von Texten in Papenteicher Sprache stammen aus Meine und waren  Karl Ahrens (1868–1937) und Karl-Otto Dohrendorf. Das in Vordorf gesprochene Hochdeutsch enthält eine Reihe lokaler und regionaler Wörter und Sprachelemente.

## Vereine
- Freiwillige Feuerwehr Vordorf (1905 gegründet)
- Gemischter Chor Vordorf-Meine-Rethen
- Jugendclub Vordorf
- Landfrauenverein Vordorf
- Musikverein Vordorf
- Schützengesellschaft Vordorf e. V.
- TSV Vordorf von 1920 e. V.

## Öffentliche Einrichtungen
- Gasthof zur Post
- Jugendclub Vordorf
- Feuerwehrhaus: Nach dreijähriger Bauzeit wurde am 8. Juli 2022 ein neues Feuerwehrhaus offiziell eingeweiht.[9]

## Politik

### Gemeinderat
Der Rat der Gemeinde Vordorf besteht aus 15 Ratsfrauen und Ratsherren. Die Ratsmitglieder werden durch eine Kommunalwahl für jeweils fünf Jahre gewählt.
Die Kommunalwahl am 12. September 2021 ergab folgende Sitzverteilung:
- SPD 7 Sitze
- CDU 5 Sitze
- Bündnis 90/Die Grünen 2 Sitze
- AfD 1 Sitz

### Bürgermeister
Bürgermeister seit 2021 ist Frank Engeler (SPD). Seine beiden Stellvertreter sind Fredegar Henze (GRÜNE) und Tobias Bäustmann (SPD).

### Wappen
Blasonierung: Über einem blauen Schildfuß mit drei goldenen Eicheln ein wachsender rotbewehrter blauer Löwe auf goldenem Grund von fünf rote Herzen umgeben.
Der blaue Löwe und  die roten Herzen auf goldenem Grund lassen den Lüneburgerischen Einfluss erkennen, dem die Dörfer der Gemeinde bis auf wenige Jahrzehnte unterstellt waren. Das Wappen bezieht sich somit auf das Lüneburger Wappen, welches eine Anlehnung an das dänische Wappen ist. Blauer Löwe und rote Herzen sind seit Waldemar I. Bestandteil des dänischen Wappens. Diese Kombination ist in verschiedenen Ausführungen in der näheren Umgebung relativ häufig – Beispiele sind der Landkreis Gifhorn oder Fallersleben. Die drei miteinander verbundenen Eicheln symbolisieren die drei vereinigten Gemeinden Eickhorst, Rethen und Vordorf.

## Wirtschaft und Infrastruktur

### Bildung
In Vordorf und Rethen gibt es jeweils einen Kindergarten, darüber hinaus seit 2023 in Vordorf auch einen Waldkindergarten.
Es gibt in Vordorf eine Grundschule, die Margret-und-Rolf-Rettich-Schule.

## Persönlichkeiten
- Otto Hänssgen (* 1885; † 1956), Maler
- Margret Rettich (* 1926; † 2013), Illustratorin von Kinderbüchern
- Rolf Rettich (* 1929; † 2009), Illustrator von Kinderbüchern